# Falko Mohrs
Falko Mohrs (ur. 23 lipca 1984 w Wolfsburgu) – niemiecki polityk i ekonomista, działacz Socjaldemokratycznej Partii Niemiec (SPD), w latach 2017–2022 deputowany do Bundestagu, minister w rządach Dolnej Saksonii.

## Życiorys
W 2004 roku zdał egzamin maturalny. Następnie w latach 2004–2005 pracował jako asystent kierownika sprzedaży w firmie net4home. W latach 2005–2010 odbył dualne studia w Volkswagen AG oraz na Ostfalia Hochschule, uzyskując tytuł dyplomowanego ekonomisty (FH) w zakresie zarządzania transportem i logistyką oraz kwalifikacje kupca ds. usług spedycyjnych i logistycznych. Po ukończeniu studiów pracował w latach 2010–2017 w Volkswagen AG jako asystent dyrektora zarządzającego, kierownik pododdziału i koordynator produkcji.
Jest członkiem SPD. Od 2013 roku jest radnym w Wolfsburgu i członkiem tamtejszej frakcji SPD. W 2017 po raz pierwszy uzyskał mandat deputowanego do Bundestagu, a w 2021 z powodzeniem ubiegał się o reelekcję. Mandat posła sprawował do 2022 roku.
8 listopada 2022 roku został mianowany ministrem ds. nauki i kultury Dolnej Saksonii. Od tego samego dnia jest także zastępczym członkiem Bundesratu.